# ストレッチ

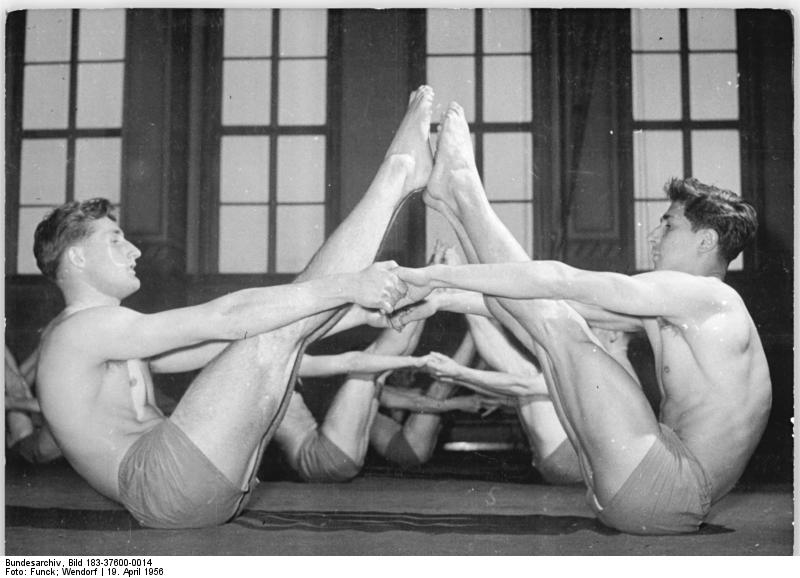
ペアで行うストレッチの例

スポーツや医療の分野におけるストレッチ(Stretching)とは、筋肉を良好な状態にする目的でその筋肉を引っ張って伸ばす行為。筋肉の柔軟性を高め、関節可動域を広げるほか、呼吸を整えたり、精神的な緊張を解けるという。ここでいう「筋肉」とは「骨格筋」を指す。ヒトの体の筋肉は心臓を構成する心筋、内臓や血管にみられる平滑筋、骨格を動かす骨格筋に分類される。一般にいう「筋肉」とは骨格筋である。

## 注意

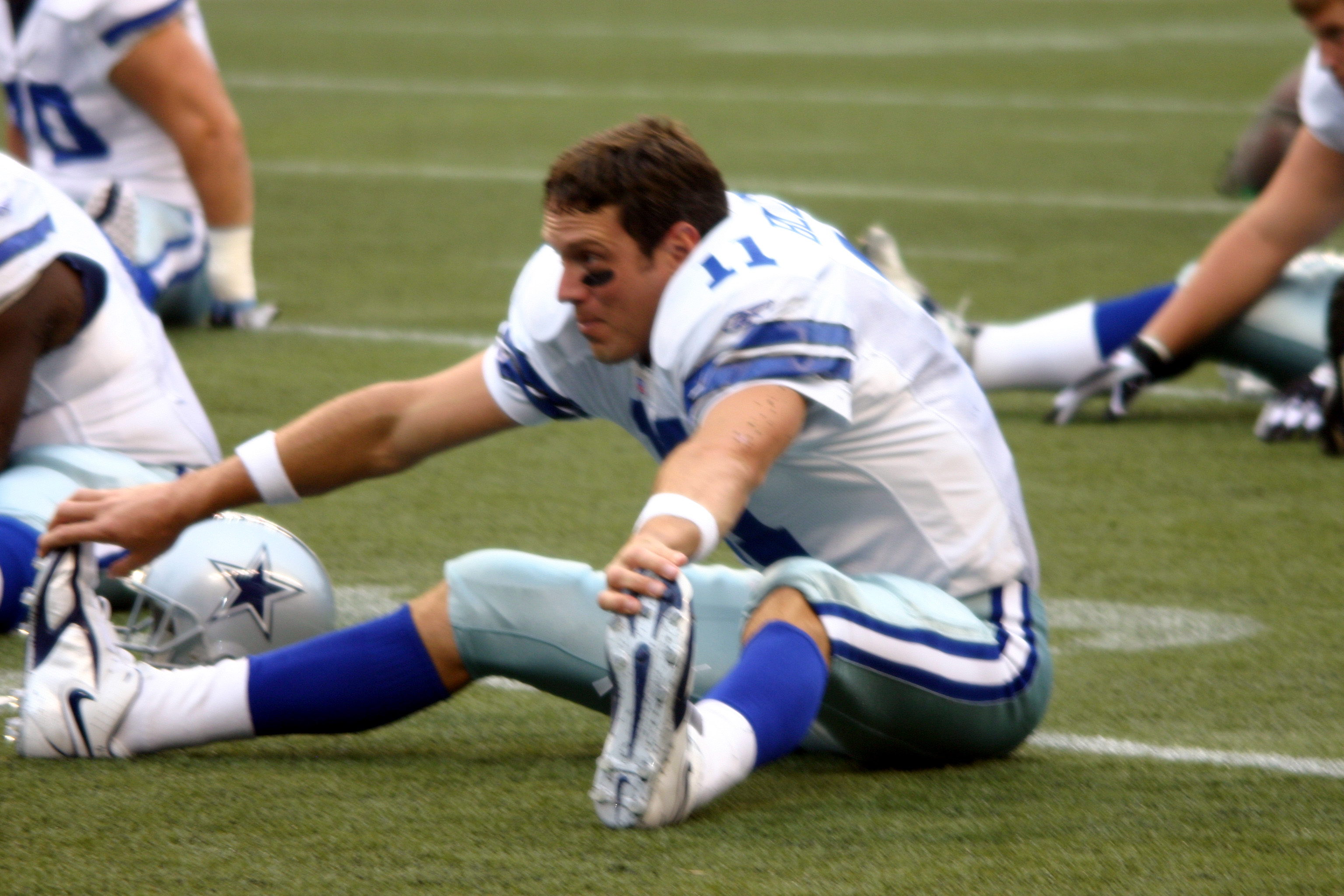
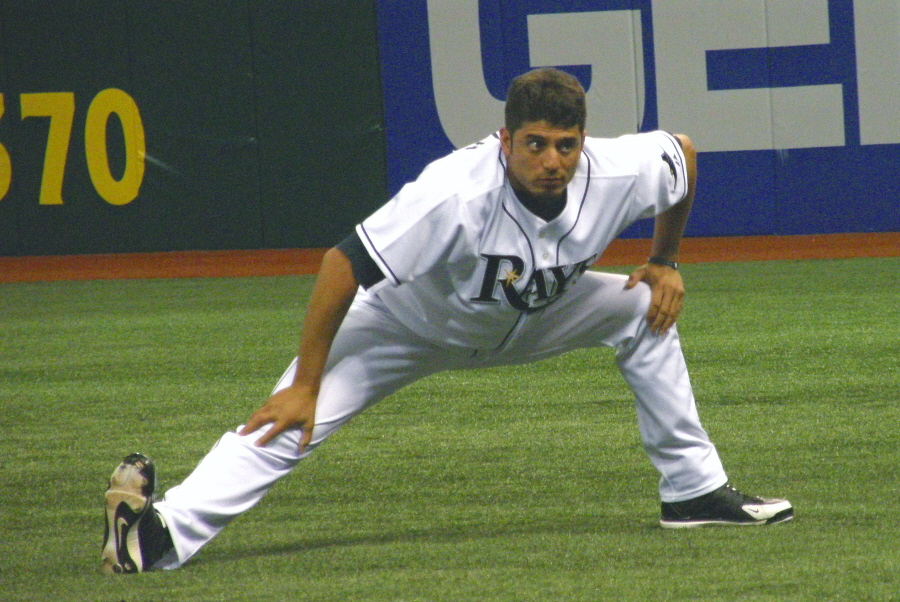
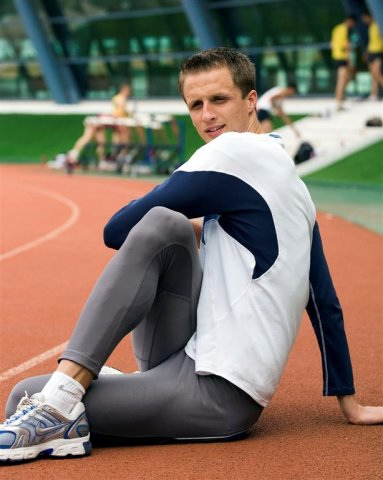
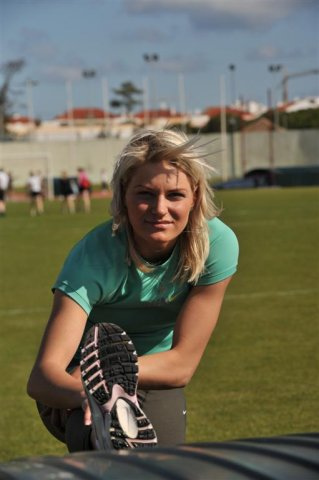

痛みを感じたらすぐにやめること
無理をしないこと
無理に筋肉をのばそうとすると筋肉や腱を痛める恐れがある。柔軟性には個人差があり、男女差もある。
温まった状態で行う
筋肉は温度によって柔軟性が異なる。特に冬では冷えた状態では硬く、適度に温まった状態のほうが柔らかい。筋肉が適度に温まった状態でストレッチを行うことが好ましいとされる。例えば、前もって軽い運動をしておくとよい。
リラックスして行う
精神的な緊張は筋肉も緊張させる。呼吸を止めると筋肉が緊張するため、リラックスした状態で呼吸を続ける。
怪我をしたときは行わない
捻挫や骨折している場合、損傷した筋や神経等の組織の炎症を広げる可能性が高いため、当該部位のストレッチを避ける。

## 歴史
古代中国の医書『引書』（Yinshu、紀元前2世紀頃）には、治療目的で筋肉を引っ張る「導引」と呼ばれる技法が記されており、これがストレッチングに相当する概念の最古級の記録とされている。近代的なストレッチの概念は20世紀に発展し、1950年代には反動を利用するバリスティック・ストレッチが盛んに行われた。その後、1960年代以降は静的ストレッチが主流となり、1970年代後半には固有受容性神経筋促通法（PNF）が普及し、ストレッチが概念として広がった。1975年のボブ・アンダーソンの著書『STRETCHING』が普及を大きく促進した、といわれる。
ストレッチには。静的ストレッチのほかにも、筋肉の伸張・収縮を繰り返す動的ストレッチ、リハビリテーションの手法を取り入れたPNFがある。
ストレッチはスポーツにおける準備運動やクールダウンの中で盛んに行われる。

## ストレッチの分類
ストレッチの分類方法にはいろいろあるが、以下が一般的とされている。

### バリスティック・ストレッチ
通常の可動域を超えて反動をつけ弾むような動作で筋肉を伸ばす方法。いわゆる柔軟体操はこれにあたる。また、いわゆる日本のラジオ体操の第一はダイナミックストレッチ、第二はバリスティックストレッチを多く含むと分類する学者もいる。「バリスティック・ストレッチ」では後述の伸張反射が起こりやすく、フィットネスにおいては使われなくなってきている。有用とは見なされておらず、怪我につながる可能性が指摘されている。

### 動的ストレッチ（ダイナミック・ストレッチ）
静的ストレッチ（スタティック・ストレッチ）に対して動的ストレッチ（ダイナミック・ストレッチ）がある。後者の例としては、ゆっくりと制御された脚のスイング、腕のスイング、または胴体のねじれがある。これはやさしく稼働範囲内で行うが、対してバリスティック・ストレッチは、反動をつけて可動域を超えようとする点が異なる。肉体的なウォームアップを図りながら行うものであり、運動前の静的ストレッチがパフォーマンスを下げるのに対し、動的ストレッチでは怪我の予防、パフォーマンス向上に有効である。ハーバート・ホウプ(Herbert Popeが2000年に発表した論文は議論を呼んだ。
股関節の柔軟性を高めるシンボックスも動的ストレッチの一例で、床に座って両膝を90度に曲げた姿勢（90/90ポジション）から上半身を左右に回旋させ、股関節の可動域改善を図る。

### アクティブ・ストレッチ
ヨーガに見られるような主動作筋のみで体勢を支えるストレッチで、柔軟性を高め、主動作筋を強化する。

### パッシブ・ストレッチ
リラックス・ストレッチ、静的パッシブストレッチとも呼ばれ、体の他の部分、またはパートナーや器具の補助を受けて通常の可動域内で体位を取り、保持するストレッチ。運動後の「クールダウン」に適している。

### 静的ストレッチ（スタティック・ストレッチ）

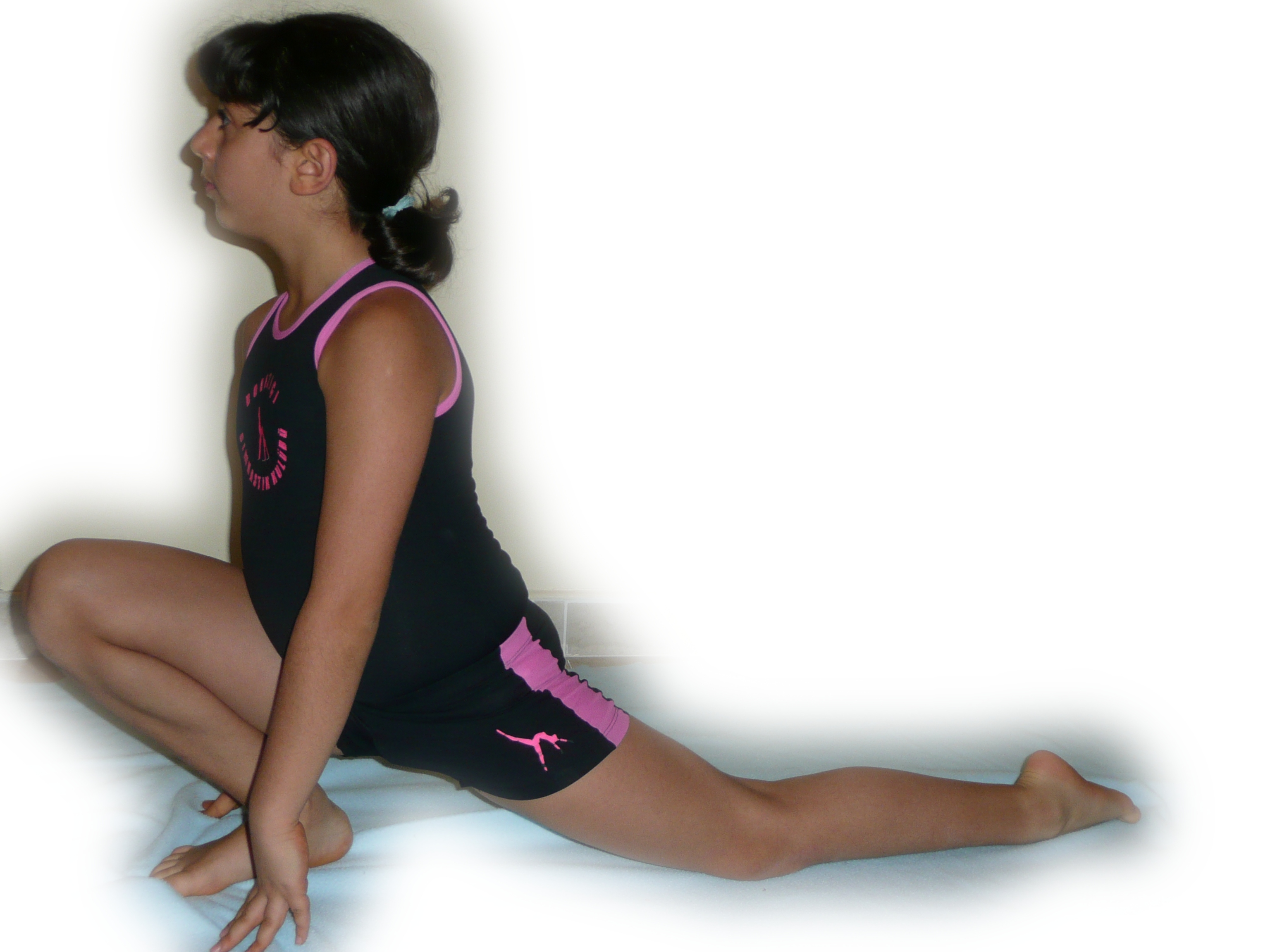
静的ストレッチの例

筋肉をゆっくりと伸ばし、やわらかくして可動域（動く範囲）を広げる。パッシブストレッチと静的ストレッチ（スタティックストレッチ）の用語を区別されていない場合もある。静的ストレッチは通常の可動域を超えて筋肉を伸ばそうとするストレッチを指す。
運動後にストレッチを行うことで、パフォーマンス向上や怪我防止につながる、という。時間については団体・学者により推奨値が異なるが、20秒程度を適当とすることが多い。
はじめに筋肉をゆっくり伸ばすのは、伸張反射を防ぐためである。筋肉には筋紡錘と呼ばれるセンサーがあり、筋肉が瞬間的に引き伸ばされると筋紡錘から脊髄へ信号が送られる。すると脊髄から筋肉を収縮させる信号が出され、結果として筋肉が反射的に（つまり意思とは関係なく）収縮する。これを「伸張反射」あるいは「伸展反射」と呼ぶ。伸張反射は筋肉が急激に引き伸ばされたときに起こる防御反応であるが、静的ストレッチにおいては逆効果となるため、これを避ける。
一時期は運動前での実施でその後の練習での怪我を予防でき、パフォーマンスを発揮できる、といわれていたが、その後、「運動前の静的ストレッチはパフォーマンスを低下させ、逆に怪我を増やす」と解釈されるようになった。可動域を一時的に広げることにより、力の伝達のロスや、不安定な関節が怪我を発生しやすくする。ザグレブ大学の研究チームは、45秒以上同じ箇所を伸ばさないよう警告している。一方で伸張時間が6秒間であれば筋出力は向上し、30秒間では低下するとした研究結果もある。

### アイソメトリック・ストレッチ
四肢の動きを伴わないという点では静的ストレッチに含まれるが、筋肉の長さと関節の角度を変えず、収縮強度のみ変化させる等尺性運動の一種である。

### PNF
パッシブストレッチ、アイソメトリックストレッチとアクティブストレッチを併用する固有受容神経筋促進(Proprioseptive Neuromascular Facilitation:PNF)がある:42。PNF（固有受容性神経筋促通法）は、静的受動的柔軟性を向上させる効果的な方法の一つである。もともとは脳卒中患者のリハビリテーション技術として開発されたもので、筋肉を他動的にストレッチし、次に等尺性収縮を行う一連の手順により可動域を広げる。PNFには、拮抗筋、作動筋、またはその両方（CRAC）の収縮が含まれる。PNFはアイソメトリックストレッチとともに子供の骨の成長過程の者には推奨されておらず、筋肉部位ごとに36時間の実施間隔を置く必要がある。

## ストレッチの効果

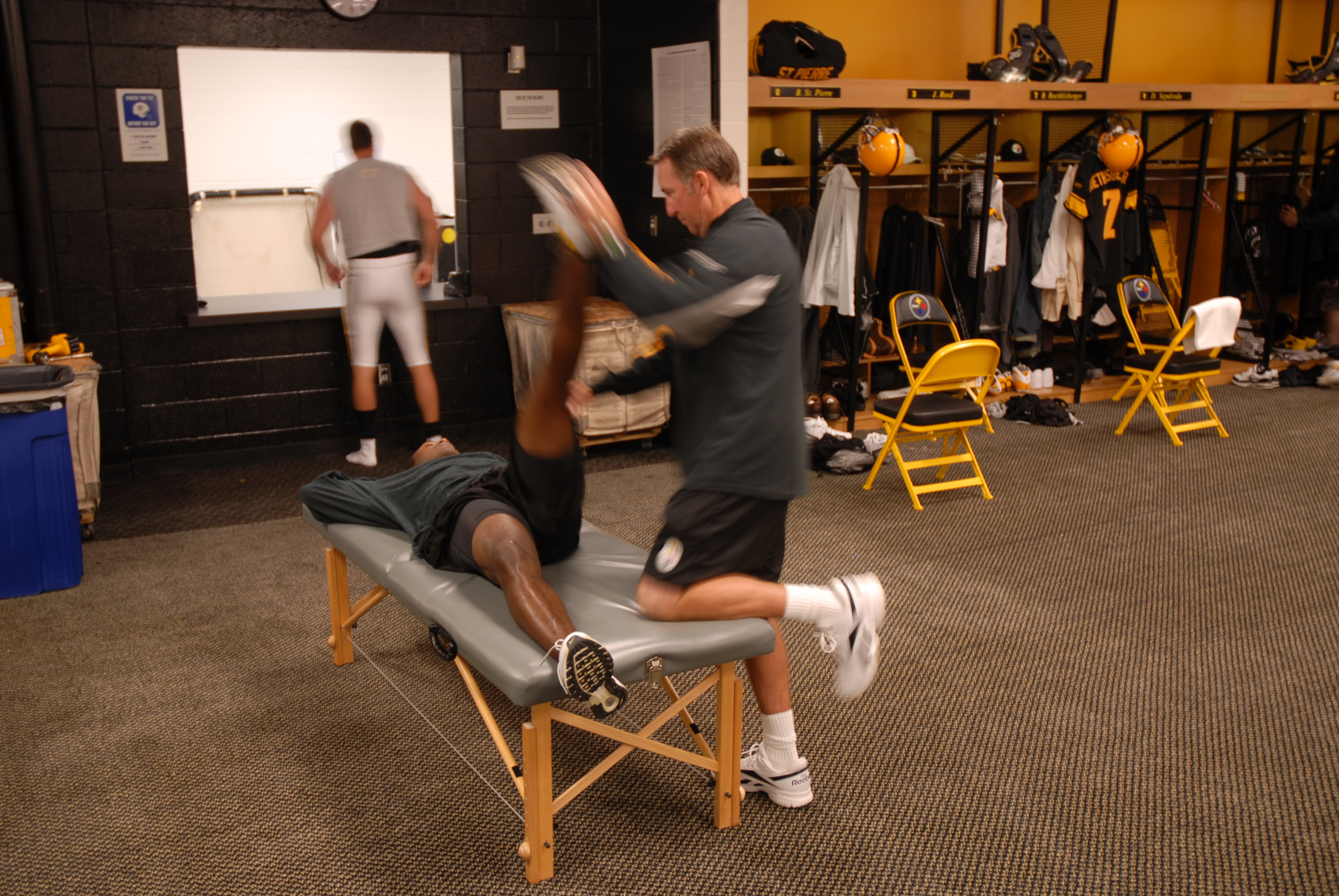
トレーナーが試合前の選手のストレッチを行っている様子（ピッツバーグ・スティーラーズ）

筋痛の緩和や関節可動域の改善、ひいては身体パフォーマンスの改善や障害予防につながるという。